# Mănăstirea Esfigmenu
Mănăstirea Esfigmenu (în greacă Εσφιγμένου, în trad. "Strâmtoarea") este o mănăstire de pe Muntele Athos. Mănăstirea Esfigmenu este situată în nord-vestul peninsulei Athos și este subordonată canonic Patriarhiei de Constantinopol. Hramul mănăstirii este "Înălțarea Domnului".
Obștea călugărilor de la Esfigmenu a refuzat actualizarea calendarului și se ghidează de aceea în continuare după calendarul iulian. În anul 1972 călugării de la Esfigmenu au arborat drapele negre în semn de protest față de întâlnirea patriarhului Athenagoras I al Constantinopolului cu papa Paul al VI-lea, ocazie cu care cei doi au retras excomunicarea reciprocă  pronunțată cu ocazia Marii Schisme din anul 1054.
Încercarea patriarhului Bartolomeu I de apropiere față de Biserica Catolică i-a determinat pe călugării de la Esfigmenu să nu-l mai pomenească pe patriarh la slujbe și în cele din urmă să nu-i mai recunoască autoritatea, ceea ce a dus la excomunicarea lor de către patriarh. În decembrie 2002 Patriarhia de Constantinopol a dispus evacuarea călugărilor recalcitranți, decizie contestată în fața instanțelor elene de călugării de la Esfigmenu. În noiembrie 2005 o curte de apel a constatat legalitatea deciziei Patriarhiei de Constantinopol. Evacuarea călugărilor excomunicați este în curs.